# Miss América Latina
Miss América Latina (Nederlands: Miss Latijns-Amerika) is een jaarlijkse internationale missverkiezing die wordt georganiseerd door de Miss América Latina Organization. De wedstrijd staat open voor vrouwen van Latijns-Amerikaanse afkomst uit de hele wereld. Gemiddeld zijn er elk jaar een twintigtal kanditates. De missverkiezing werd opgericht in 1981. De eerste twee edities waren enkel voor kandidates uit Miami in de Amerikaanse staat Florida. In 1983 werd de wedstrijd internationaal.

## Winnaressen
| Jaar      | Winnares                      | Land                   | Gaststad                | Gastland               |
| --------- | ----------------------------- | ---------------------- | ----------------------- | ---------------------- |
| 2023      | Ana Paula Caudana             | Argentinië             | Punta Cana              | Dominicaanse Republiek |
| 2022      | María Fátima Gaspar           | Portugal               | Punta Cana              | Dominicaanse Republiek |
| 2021      | Yosdany Navarro               | Venezuela              | Punta Cana              | Dominicaanse Republiek |
| 2019-2020 | Nancy Gómez                   | Verenigde Staten       | Punta Cana              | Dominicaanse Republiek |
| 2018      | Nadine Teresa Verhulp         | Nederland              | Punta Cana              | Dominicaanse Republiek |
| 2017      | Elicena Andrada               | Spanje                 | Oaxaca                  | Mexico                 |
| 2016      | Laura Spoya                   | Peru                   | Riviera Maya            | Mexico                 |
| 2015      | Karla Monje                   | Verenigde Staten       | Riviera Maya            | Mexico                 |
| 2014      | Nicole Pinto - Yanire Ortiz   | Panama Spanje          | Punta Cana              | Dominicaanse Republiek |
| 2013      | Julia Guerra                  | Brazilië               | Riviera Maya            | Mexico                 |
| 2012      | Georgina Méndez               | Guatemala              | Playa del Carmen        | Mexico                 |
| 2011      | Estefani Chalco               | Ecuador                | Punta Cana              | Dominicaanse Republiek |
| 2010      | Carolina Lemus                | Colombia               | Punta Cana              | Dominicaanse Republiek |
| 2009      | Johanna Solano                | Costa Rica             | Punta Cana              | Dominicaanse Republiek |
| 2008      | Daniele Sampaio               | Italië                 | Punta Cana              | Dominicaanse Republiek |
| 2007      | Giannina Silva - Heidi Garcia | Uruguay Guatemala      | Riviera Maya            | Mexico                 |
| 2006      | Melissa Quesada               | Verenigde Staten       | Riviera Maya            | Mexico                 |
| 2005      | Mariela Candia                | Paraguay               | Punta Cana              | Dominicaanse Republiek |
| 2004      | Gamalis Fermín                | Puerto Rico            | Cancun                  | Mexico                 |
| 2003      | Maria Carolina Casado         | Venezuela              | Playa Tambor            | Costa Rica             |
| 2002      | Claudia Cruz                  | Dominicaanse Republiek | Punta Cana              | Dominicaanse Republiek |
| 2001      | Grace Martins                 | Brazilië               | Montelimar Beach        | Nicaragua              |
| 2000      | Dania Patricia Prince Mendez  | Honduras               | Guatemala-Stad          | Guatemala              |
| 1998 1999 | Aline Resende                 | Brazilië               | Costa del Sol           | El Salvador            |
| 1996 1997 | Jeannette Chávez              | Costa Rica             | Lima                    | Peru                   |
| 1994 1995 | Priscila Furlan               | Brazilië               | Guayaquil               | Ecuador                |
| 1993      | María Fernanda Morales        | Guatemala              | Guatemala-Stad          | Guatemala              |
| 1992      | Ana Sofía Pereira             | Nicaragua              | Guayaquil               | Ecuador                |
| 1991      | María Elena Bellido           | Peru                   | Buenos Aires            | Argentinië             |
| 1990      | Vanessa Holler                | Venezuela              | San Salvador            | El Salvador            |
| 1989      | Suzanne Hannaux               | El Salvador            | Hermosillo              | Mexico                 |
| 1987-1988 | Lorenia Burruel               | Mexico                 | Santa Cruz de la Sierra | Bolivia                |
| 1986      | Lucia Collado                 | Dominicaanse Republiek | San José                | Costa Rica             |
| 1985      | Victoria Mauríz               | Dominicaanse Republiek | Miami Beach             | Verenigde Staten       |
| 1984      | Mirla Ochoa                   | Venezuela              | Miami Beach             | Verenigde Staten       |
| 1983      | María Rosa                    | Puerto Rico            | Miami                   | Verenigde Staten       |
| 1982      | Martha Alvarez                | Verenigde Staten       | Miami                   | Verenigde Staten       |
| 1981      | Lesley Quintana               | Verenigde Staten       | Miami                   | Verenigde Staten       |